# Distrikt Huayllán
Der Distrikt Huayllán liegt in der Provinz Pomabamba in der Region Ancash in West-Peru. Der Distrikt wurde am 28. Juni 1955 gegründet. Er besitzt eine Fläche von 88,8 km². Beim Zensus 2017 wurden 3132 Einwohner gezählt. Im Jahr 1993 lag die Einwohnerzahl bei 3749, im Jahr 2007 bei 3666. Die Distriktverwaltung befindet sich in der etwa 3000 m hoch gelegenen Ortschaft Huayllán mit 516 Einwohnern (Stand 2017). Huayllán liegt 5 km südsüdöstlich der Provinzhauptstadt Pomabamba. Zentral im Distrikt befindet sich auf einem Bergrücken der archäologische Fundplatz Yayno.

## Geographische Lage
Der Distrikt Huayllán liegt an der Ostflanke der Cordillera Blanca im äußersten Südwesten der Provinz Pomabamba. Der Río Pomabamba fließt entlang der nordöstlichen Distriktgrenze nach Südosten. Im äußersten Westen reicht der Distrikt bis zum 5830 m hohen Gipfel Nevado Taulliraju.
Der Distrikt Huayllán grenzt im Westen an die Distrikte Yanama (Provinz Yungay) und Santa Cruz (Provinz Huaylas), im Norden an den Distrikt Pomabamba, im Nordosten an die Distrikte Casca und Piscobamba sowie im Süden an den Distrikt Lucma (die drei zuletzt genannten Distrikte gehören zur Provinz Mariscal Luzuriaga).